# 6 luglio
Il 6 luglio è il 187º giorno del calendario gregoriano (il 188º negli anni bisestili). Mancano 178 giorni alla fine dell'anno.

## Eventi
- 371 a.C. – Epaminonda sconfigge Cleombroto I nella battaglia di Leuttra
- 640 – Nella battaglia di Eliopoli l'esercito arabo sconfigge quello bizantino, ottenendo il controllo sull'Egitto
- 969 – Viene fondata in Egitto la città fortificata del Cairo
- 1253 – Mindaugas viene incoronato re di Lituania
- 1274 - Concilio di Lione: il 6 luglio si svolge la quarta sessione del concilio, dedicata all'unione con i greci.
- 1415 – Morte del riformatore religioso Jan Hus sul rogo a Costanza; le sue ceneri vengono disperse nel Reno
- 1439 – Concilio di Firenze, effimero risanamento dello scisma d'oriente
- 1449 – Con la vittoria nella battaglia di Castione, la Repubblica Ambrosiana ferma momentaneamente l'avanzata svizzera a sud delle Alpi
- 1450 – Durante la guerra dei cent'anni, la città di Caen si arrende ai francesi
- 1483 – Riccardo III viene incoronato re d'Inghilterra
- 1495 – Battaglia di Fornovo: l'esercito della Lega Santa respinge gli invasori francesi dalla penisola italiana[1]
- 1609 – Alla Boemia viene garantita libertà di culto
- 1630 – Guerra dei trent'anni: 4000 soldati svedesi, guidati da Gustavo Adolfo, sbarcano nel Sacro Romano Impero
- 1758 – Carlo della Torre Rezzonico viene eletto papa con il nome di Clemente XIII
- 1785 – Il dollaro viene scelto all'unanimità come nuova valuta unica degli Stati Uniti d'America; è la prima volta che una nazione adotta una valuta con il sistema decimale
- 1799 – 25000 uomini di Ranjit Singh marciano verso Lahore
- 1801 – Campagna di Algeciras: la flotta francese sconfigge quella britannica
- 1809
  - Napoleone Bonaparte ottiene una grande vittoria nella battaglia di Wagram contro l'Impero austriaco
  - Rapimento di papa Pio VII, che viene imprigionato a Savona e poi in Francia
- 1816 – Con il motu proprio intitolato Quando per ammirabile disposizione, Pio VII riforma il sistema catastale e la nuova ripartizione territoriale dello Stato Pontificio, suddiviso in tredici delegazioni e quattro legazioni (Bologna, Ferrara, Forlì, Ravenna), oltre al distretto di Roma, ribattezzato Comarca di Roma
- 1854 – A Jackson, nel Michigan, si tiene la prima convention del Partito Repubblicano
- 1885 – Louis Pasteur testa con successo il suo vaccino contro la rabbia: il paziente è Joseph Meister, un ragazzo morso da un cane rabbioso
- 1892 – Dadabhai Naoroji viene eletto come primo parlamentare indiano del Regno Unito
- 1908 – Robert Edvin Peary salpa per l'Artico in una spedizione con la quale raggiungerà il Polo nord
- 1912 – Viene riconosciuto il primo record mondiale dei 100 metri maschili, corsi da Don Lippincott in 10"6
- 1917 – Truppe arabe guidate da T.E. Lawrence strappano Aqaba ai turchi nella battaglia di Aqaba
- 1919 – Il dirigibile britannico R-34 atterra a New York, completando la prima traversata dell'Oceano Atlantico in dirigibile
- 1939 – Olocausto: le ultime imprese ebraiche in Germania vengono chiuse
- 1942
  - Ha inizio il trasferimento dell'8ª Armata italiana in Unione Sovietica
  - Anna Frank si trasferisce con la sua famiglia in un rifugio segreto nella mansarda di un palazzo di Amsterdam
- 1943 – Battaglia del Golfo di Kula tra le forze statunitensi e quelle giapponesi
- 1945 – Eccidio di Schio: i partigiani uccidono 54 fascisti rinchiusi nel carcere
- 1955 – Antonio Segni diviene per la prima volta presidente del Consiglio dei ministri
- 1957
  - Althea Gibson vince il Torneo di Wimbledon, diventando la prima atleta nera a riuscirci
  - John Lennon e Paul McCartney si incontrano per la prima volta alla fiera della chiesa di St. Peter a Woolton, un sobborgo di Liverpool, durante la quale Lennon si stava esibendo con il suo gruppo musicale Quarrymen[2]
- 1964
  - Esce nelle sale cinematografiche britanniche il film A Hard Day's Night, prima opera cinematografica dei Beatles
  - Il Malawi dichiara l'indipendenza dal Regno Unito
- 1966 – Il Malawi diventa una repubblica
- 1967 – Guerra del Biafra: le forze nigeriane invadono il Biafra dando il via alla guerra
- 1970 – In Italia cade il terzo governo Rumor
- 1975 – Le Comore dichiarano l'indipendenza dalla Francia
- 1976 – L'Unione Sovietica lancia nello spazio la navicella Sojuz 21 con due astronauti a bordo
- 1985 – La Chiesa cattolica dichiara venerabile papa Pio IX
- 1988
  - La piattaforma di trivellazione Piper Alpha, nel Mare del Nord, viene distrutta da un'esplosione e dal successivo incendio, uccidendo 167 lavoratori
  - In Messico si tengono delle controverse elezioni presidenziali, che portano alla vittoria Carlos Salinas De Gortari
- 1998 – Viene inaugurato l'aeroporto internazionale di Hong Kong, che sostituisce l'aeroporto di Hong Kong Kai Tak
- 2003
  - Viene tentato a Singapore un complesso intervento chirurgico di separazione delle sorelle siamesi Ladan e Laleh Bijani, che moriranno due giorni dopo
  - Corsica: prevalgono i "no" al referendum per l'introduzione di alcune autonomie
- 2004 – La sonda Cassini/Huygens entra nell'orbita di Titano
- 2011 – Vengono condannati i responsabili ancora in vita delle stragi nazi-fasciste di Vallucciole, Monchio e Cervarolo
- 2013 – In Canada a Lac-Mégantic, un treno merci che trasportava petrolio deraglia ed esplode nel centro cittadino uccidendo 42 persone
- 2016 – Debutta il videogioco per smartphone Pokémon GO in USA, Australia e Nuova Zelanda; verrà distribuito gradualmente in tutto il mondo nei mesi successivi[3]

## Nati
Ci sono circa 1 080 voci su persone nate il 6 luglio; vedi la pagina Nati il 6 luglio per un elenco descrittivo o la categoria Nati il 6 luglio per un indice alfabetico.

## Morti
Ci sono circa 510 voci su persone morte il 6 luglio; vedi la pagina Morti il 6 luglio per un elenco descrittivo o la categoria Morti il 6 luglio per un indice alfabetico.

## Feste e ricorrenze

### Civili
Internazionali:
- Giornata mondiale delle zoonosi[4], in onore alla data in cui venne somministrato il primo vaccino antirabbico (6 luglio 1885) da Louis Pasteur

Nazionali:
- Comore – Festa nazionale (indipendenza, 1975)
- Lituania – Giorno dello Stato
- Malawi – Festa nazionale (indipendenza, 1964) e Giorno della repubblica (1966)
- Repubblica Ceca – Giorno di Jan Hus (1415)
- Spagna – Festa di San Firmino a Pamplona (fino al 14 luglio)
- Kazakistan - Festa della Capitale
- USA - Festa del pollo fritto

### Religiose
Cristianesimo:
- Santa Maria Goretti, vergine e martire
- Santa Darerca di Killeavy (Monenna), badessa
- Santa Domenica di Tropea, venerata a Tropea
- Santa Nazaria Ignacia March Mesa, fondatrice delle Missionarie crociate della Chiesa
- San Giusto di Condat, monaco
- San Goar, monaco
- San Gredfyw, patrono di Llanllyfni
- Santa Noiala, vergine e martire
- San Palladio, vescovo
- San Pietro Wang Zuolong, martire
- San Romolo di Fiesole, vescovo e martire
- Santi di Radonez (Chiese di rito orientale)
- Santa Sexburga di Ely, badessa
- San Sisoes il Grande, eremita
- San Tranquillino di Roma, martire
- Beato Agostino Giuseppe Desgardin (Elia), monaco e martire
- Beato Cristoforo Solino, mercedario
- Beata Maria Rosa de Loye (Susanna Agata), benedettina, martire
- Beata Maria Teresa Ledóchowska, fondatrice delle Suore missionarie di San Pietro Claver
- Beato Tommaso Alfield, martire

Religione romana antica e moderna:
- Natale di Fortuna Muliebre
- Ludi apollinari, secondo giorno